# 라르스 라예르베크
라르스 에드빈 라예르베크(스웨덴어: Lars Edvin Lagerbäck, 1948년 7월 16일, ~ )는 스웨덴의 전 축구 선수이자 현 축구 지도자로 현재 아이슬란드 축구 국가대표팀의 기술 고문으로 활동 중이다.

## 선수 시절
12세 때인 1960년 알비 FF 유소년팀에서 선수 활동을 시작한 이후 9년간 몸 담았고 22세 때인 1970년 지모나스 CK로 이적하여 4년간 활동하다가 26세의 젊은 나이에 은퇴했으며 스웨덴 국가대표팀에는 한번도 발탁되지 못했다. 

## 지도자 경력
은퇴 후 3년이 지난 1977년 29세의 나이에 킬라포르스 IF의 감독으로 취임하며 본격적인 지도자 커리어를 시작한 뒤 아르브라 BK, 후딕스발 ABK를 거쳐 1990년 스웨덴 U-21 대표팀의 사령탑으로 부임하여 1995년까지 5년간 팀을 이끌며 1990년 UEFA U-21 축구 선수권 대회 4강, 1992년 UEFA U-21 축구 선수권 대회 준우승 등을 이끌었다. 
이후 1996년부터 1997년까지 스웨덴 국가대표 B팀의 감독을 역임하다가 1998년부터 1999년까지 스웨덴 A대표팀의 수석 코치를 역임한 뒤 2000년 스웨덴 A대표팀의 사령탑으로 부임하여 9년간 재직하며 2001년과 2003년 킹스컵 우승을 이끌었고 2002년 FIFA 월드컵 16강, UEFA 유로 2004 8강, 2006년 FIFA 월드컵 16강 등의 성적을 남겼지만 UEFA 유로 2008에서는 조별리그에서 탈락하는 수모를 당했고 2009년 스웨덴 대표팀 감독직에서 사퇴했다.
그리고 이듬해인 2010년 2월 26일 나이지리아 축구 국가대표팀의 사령탑으로 선임되어 2010년 서아프리카 네이션스컵에서 나이지리아의 우승을 이끈 뒤 2010년 FIFA 월드컵에서도 나이지리아를 이끌었지만 이 대회 B조 조별리그 첫 경기에서 아르헨티나에 0-1에 아쉽게 패했고 그리스와의 2차전에서도 1-2로 패했으며 대한민국과의 최종전에서는 2-2 무승부에 그치면서 결국 나이지리아가 대한민국의 역사상 첫 월드컵 원정 16강 진출의 희생양이 되면서 2010년 월드컵 본선 이후 나이지리아 감독직에서 물러났다.
이후 2011년 아이슬란드 축구 국가대표팀의 감독으로 취임하며 헤이미르 하들그림손 감독과 함께 공동 사령탑을 맡아 물론 UEFA 유로 2012 예선에서는 1승 1무 6패의 처참한 성적에 그쳤지만 2014년 FIFA 월드컵 유럽 지역 예선에서는 슬로베니아, 스위스, 키프로스, 알바니아 등 만만치 않은 팀들을 상대로 5승 2무 3패·E조 2위로 사상 첫 유럽 지역 예선 플레이오프 진출을 이끄는 저력을 발휘했다. 
비록 크로아티아와의 플레이오프에서 1·2차전 합계 0-2로 패하며 아쉽게 월드컵 본선 첫 진출 도전은 실패로 돌아갔지만 유럽 내에서 최약체로 평가받던 아이슬란드를 월드컵 지역 예선 플레이오프까지 진출시킨 것만으로도 유럽 전역을 긴장시키기에 충분한 지도력을 선보였다. 
그리고 UEFA 유로 2016을 통해 드디어 사상 첫 메이저 대회 본선에 진출시킨 뒤 본선에서도 오스트리아, 헝가리, 포르투갈 등 강호들을 상대로 선전한 끝에 1승 2무·F조 2위로 메이저 대회 사상 첫 16강 진출에 성공한 뒤 16강전에서도 축구 종주국 잉글랜드를 2-1로 무너뜨리며 사상 첫 메이저 대회 8강 진출이라는 아이슬란드 축구의 새 역사를 만들어냈다. 
비록 개최국 프랑스에 2-5로 완패하며 대회 여정이 8강에서 끝났지만 아이슬란드를 메이저 대회 8강까지 올려놓는 저력을 발휘하며 많은 아이슬란드 국민들로부터 아낌없는 찬사와 박수를 받았고 프랑스와의 8강전 이후 "이번 유로 2016은 나에게 행복한 여행이였다"라는 말을 남긴 채 아이슬란드 대표팀 감독직에서 물러났다. 
그 후 이듬해인 2017년 2월 1일 노르웨이 축구 국가대표팀의 감독으로 취임하여 2018년 FIFA 월드컵을 통해 20년만의 노르웨이의 월드컵 본선 진출에 도전했으나 2018년 FIFA 월드컵 유럽 지역 예선 C조에서 4승 1무 5패·조 4위에 그치며 또 다시 월드컵 본선 진출에 실패했고 이후 UEFA 유로 2020 예선 F조에서는 4승 5무 1패로 스페인과 자신의 조국인 스웨덴에 이어 조 3위로 플레이오프에 진출했으나 홈에서 열린 세르비아와의 플레이오프 C조 1라운드에서 1-2로 석패하며 또 다시 메이저 대회 본선 진출에 실패한 이후 노르웨이 대표팀 감독직을 내려놓았다.